# Lam Ching-ying
Lam Ching-ying (林正英, 27 décembre 1952 - 8 novembre 1997), né sous le nom de Lam Gun-bo (林根寶), est un cascadeur, acteur, et chorégraphe de scènes d'action hongkongais très connu en Asie pour son interprétation du prêtre taoïste dans Mr. Vampire (1985).
Artiste martial accompli formé à l'opéra de Pékin, il débute au cinéma à 17 ans comme cascadeur puis devient deux ans plus tard l'assistant personnel de Bruce Lee et participe aux chorégraphies des scènes d'action de ses films. Devenu ensuite le bras droit de Sammo Hung dans son équipe de cascadeur, il remporte le premier Hong Kong Film Award de la meilleure chorégraphie d'action pour le film Prodigal Son en 1983. Il accède ensuite à la célébrité avec Mr. Vampire (1985) qui lance toute une mode de films de jiangshi (sorte de zombie bondissant). Le succès de ce film est tel que Lam est progressivement cantonné aux rôles de prêtre taoïste chasseur de démons pour le restant de sa carrière.
Au milieu des années 1990, les rôles sérieux se faisant de plus en plus rares au cinéma, il bifurque à la télévision avec la série Vampire Expert (en) qui est un grand succès et est prolongé pour une deuxième saison. Le tournage de la troisième saison commence mais est stoppé par l'état de santé de Lam qui meurt à 44 ans d'un cancer du foie.

## Biographie

### Jeunesse et formation
Né sous le nom de Lam Gun-bo en 1952, l'année du dragon, sa famille est originaire de Shanghai. Ses deux parents travaillent dans la restauration et Lam est le troisième de leurs six enfants. Sa famille est plutôt pauvre et ses parents n'ont pas d’éducation. Lam est scolarisé à l'école primaire de l'association Shun Yi à Hong Kong, mais abandonne finalement après deux ans. Son père l'envoie alors à la Chun Chau Drama Society pour apprendre l'opéra de Pékin sous la direction de Madame Fan Fok-fa.
En raison de sa corpulence mince et fragile, Lam se spécialise dans les rôles féminins et effectue souvent des cascades pour les actrices. Cependant, il est signalé comme étant un enfant espiègle et désobéissant. Ainsi, après six mois de formation, Madame Fan Fok-fa l'envoie sur scène pour s'exprimer et contrôler son énergie. Le premier spectacle de Lam s'intitule La Plage blanche, mais sa carrière à l'opéra de Pékin ne dure que 5 ans et il se rend compte qu'il n'y a plus beaucoup de travail pour ce style d'opéra. Grâce à un ami, il entre alors dans l'industrie cinématographique.

### Débuts au cinéma
À 17 ans, Lam devient cascadeur et entraîneur d'arts martiaux à la Shaw Brothers. En raison de sa silhouette élancée, il est souvent appelé pour remplacer des actrices. Il est payé 60 HK$ par jour, dont 20 HK$ vont directement à son maître, et 20 autres à ses parents. Il utilise l'argent restant pour offrir à ses frères des collations mais mentionnera plus tard que ce fut la période la plus heureuse de sa vie.
Il existe une rumeur selon laquelle Lam aurait défié Bruce Lee dans une chambre d'hôtel parce qu'il ne croyait pas qu'il était aussi fort que ce qu'on disait. Lam mit un oreiller sur sa poitrine et son ventre que Bruce Lee frappa et il fut envoyé à l'autre bout de la pièce. Bruce Lee fut tellement impressionné qu'il aurait embauché Lam comme assistant personnel. Il avait 19 ans à l'époque.
Lam commence à travailler comme chorégraphe des scènes d'action et assistant personnel de Bruce Lee sur les films The Big Boss (1971), La Fureur de vaincre (1972), La Fureur du dragon (1972), Opération Dragon (1973), et Le Jeu de la mort (1978). Dans sa jeunesse, Lam semble avoir fort caractère et est toujours en train de se battre. Pendant le tournage de The Big Boss, il est arrêté pour bagarre et c'est Lee lui-même qui doit aller le libérer de prison.
Malgré son peu d'éducation, Lam impressionne Lee par d'intéressantes discussions philosophiques. Bien qu'ils parlent à peine de leur relation, Lee aime ces conversations et ce jeune homme volontaire devient rapidement son protégé.
À la mort de Lee en 1973, Lam est dévasté puis rejoint ensuite l'équipe de cascadeurs de Sammo Hung.

### Années 1980
Lam passe derrière la caméra pour devenir assistant réalisateur et devient le bras droit de Sammo Hung. Son talent d'acteur et d'artiste martial se révèle dans Le Héros magnifique (1979) où il joue un tueur armé d'un éventail qui se bat contre Yuen Biao.
En 1983, Lam remporte le premier Hong Kong Film Award de la meilleure chorégraphie d'action pour le film Prodigal Son et sa prestation de wing chun est reconnue comme l'une des meilleures du cinéma. Lam joue ensuite le dur maître de kung-fu Leung Yee-tai (en) et se rase les sourcils pour ce rôle afin de lui donner un air plus féminin. Il réussit à apporter une nouvelle fraîcheur à ce personnage. Il interprète également un frêle et âgé prêtre taoïste dans La Fureur du revenant (1982).
Sa célébrité ne décolle cependant qu'en 1985, avec la sortie de Mr. Vampire, le film qui lance la mode des films des jiangshi (sorte de zombie bondissant). Lam est nommé au Hong Kong Film Award du meilleur acteur pour son rôle de prêtre taoïste, un personnage qui est un mélange de naïveté et d'autorité stoïque et qui devient très populaire chez le public. Lam reprendra ce rôle plusieurs fois au cours de sa carrière.
Peu après la sortie de Mr. Vampire, la Golden Harvest tente de faire une version américaine du film avec Tanya Roberts (de la série Drôles de dames) et Jack Scalia. Le rôle de Lam est joué par l'acteur hongkongais Yuen Wah. En raison de diverses difficultés, le film n'a cependant jamais vu le jour.
Dans les années suivantes, Lam reprend le rôle du prêtre taoïste dans d'innombrables suites et films dérivés de Mr. Vampire tels que Le Retour de Mr. Vampire (1986), Mr. Vampire 3 (1987), Vampire vs Vampire (1989), Magic Cop (1990), et L'Exorciste chinois 2 (1990)
Il apparaît également dans des genres différents comme avec Le Retour de Pom Pom (1984), School on Fire (1988), Painted Faces (1988), et Her Vengeance (en) (1988). Lam prouve alors que son talent d'acteur dramatique est tout aussi bon que son talent en kung-fu.
En 1989, Lam réalise son premier film avec Vampire vs Vampire. Il joue dedans son habituel rôle de prêtre taoïste au monosourcil, tandis que Chin Siu-ho et Liu Fong jouent ses disciples idiots. En raison du coût de production dépassant le budget, il doit renoncer à son salaire de réalisateur. Le film ne rencontre cependant pas un grand succès, mais son style mélangeant combats réalistes et humour noir incite la profession à repenser la réalisation des films. Il suggère également de nouvelles idées qui influence le genre des films de fantômes de Hong Kong.

### Années 1990
Le succès de Mr. Vampire devient progressivement un fardeau pour Lam, qui se retrouve cantonné dans le rôle de prêtre taoïste pour l'imagerie populaire. Alors que l'industrie cinématographique de Hong Kong commence à connaître un déclin, les rôles de qualité pour Lam commencent également à se faire rares. Il continue cependant à interpréter son rôle habituel ainsi que des seconds rôles dans des films à petit budget.
En 1990, il produit le film Magic Cop (1990), un film d'action où il tient le rôle principal et chorégraphie les scènes d'action. Certains de ses autres films de fantômes au cours de ces années sont Crazy Safari (1991), An Eternal Combat (en) (1991), The Ultimate Vampire (1991) Spiritual Trinity (1991), Mad Mad Ghost (1992) et Banana Spirit (1992). De plus, il apparaît dans des rôles secondaires sérieux dans Pom Pom et Hot Hot (1992) et Lover's Tear (en) (1992).
En 1995, alors que le marché du film entame son déclin, la chaîne ATV (en) offre 1 million HK$ à Lam pour tenir le rôle principal de la série Vampire Expert (en), très loin de son salaire de cascadeur de 60 HK$ par jour à ses débuts. La série est un succès et relance la carrière de Lam. Il raconte durant les tournages l'actrice Kingdom Yuen (en) avec qui il entame une liaison.
La deuxième saison est diffusée en 1996 et a de nouveau pour vedette Lam Ching-ying, tandis que Mang Hoi (en), Frankie Lam (en) et Annie Man (en) jouent ses disciples. Comme la première saison, la seconde est également un succès.
Peu de temps après, Lam signe pour une autre série télévisée intitulée  Coincidentally avec la plupart des acteurs de Vampire Expert et Lam dans le rôle secondaire d'un prêtre essayant d'empêcher un homme de se faire posséder par un esprit. Cependant, cette série ne marque pas la fin de sa carrière car son dernier rôle est dans A Monk at Thirty, dans lequel il joue sa propre mort.
En 1996, la production d'une troisième saison de Vampire Expert commence mais est stoppée en raison de l'état de santé de Lam. Contrairement aux rumeurs selon lesquelles le cancer aurait été provoqué par des années de consommation excessive d'alcool, il est en fait génétique.

## Famille
Lam Ching-ying se marie avec Cheng Bing-bing en 1983 et avec qui il a deux enfants, une fille appelée Lam Sik-nga (林式瓦) en 1985 et un fils appelé Lam Ka-yiu (林家耀) en 1988. Le couple divorce en 1988 et la garde des enfants est confiée au père qui les enverra plus tard aux États-Unis pour étudier.
Durant le tournage de Vampire Expert en 1995, il entame une relation avec l'actrice Kingdom Yuen (en). Cependant, l'année suivante, Lam rompt avec Yuen et déménage chez sa sœur. Yuen déclare à propos de Lam après sa mort :

« En fait, il était malade. Je l'ai toujours su. Mais il ne voulait pas déranger, alors il a déménagé dans un endroit où personne ne pouvait le voir. Il ne m'a pas non plus autorisé à lui rendre visite. Avant de partir, il a dit : « Je ne peux plus rester à tes côtés. Prend bien soin de toi. Si tu as des problèmes, demande à ton frère de t'aider ». J'étais réticent à le laisser partir, mais j'ai respecté son choix. C'était le genre d'homme qui était impossible à arrêter quand il décidait quelque chose. [...] En tant qu'acteur, il voulait que les gens voient les moments les plus beaux et émouvants. Il ne m'a pas permis de lui rendre visite. Parce qu'il savait que si je l'avais vu comme ça, ça aurait été très douloureux. »

## Mort

### Rumeurs sur son cancer
Durant l'été 1997, Lam se rend à plusieurs reprises à l'hôpital pour des tests. Des rumeurs se répandent selon lesquelles il a un cancer du foie. Il insiste obstinément pour quitter l'hôpital immédiatement et finir son travail, ne voulant pas être hospitalisé. Il reçoit des appels téléphoniques inquiets d'amis, mais à qui il dit de ne pas écouter les ragots.
On ne sait pas quand Lam reçoit son diagnostic de cancer pour la première fois car il a interdit à sa famille proche de révéler sa maladie. Certains de ses amis proches déclarent cependant avoir remarqué sa maladie, mais personne n'ose lui demander directement. Chin Ka-lok déclare dans une interview :

« Une fois, il était prévu que je doive passer à travers un mur de verre de 3 mètres et avant cela, je devais sauter du 2e étage d'un navire. Tout le monde savait que c'était des cascades douloureuses. Sammo Hung voulait que je fasse ce travail. Mais Lam a refusé de me laisser faire ça et il a effectué ces cascades. c'était vraiment très douloureux. Il a été blessé pendant le tournage. Comme ce que j'ai dit auparavant, les cascadeurs dans les années 1980, c'est comme une famille, il n'y a pas d'égoïsme.
Il était très gentil avec moi, déjà dans un précédent film, il m'a trouvé l'acteur principal. Il a vraiment pris soin de moi. Il avait le bon esprit, ce n'était pas un beau parleur et utilisait beaucoup son cerveau. Il nous a appris à ne pas être paresseux, à nous donner à 100% à chaque fois, sans trucages. Il nous a donné le bon exemple. Il avait bon cœur pendant les tournages, même quand il était malade à la fin de sa vie. Il ne nous a jamais montré qu'il souffrait et tournait toujours avec nous. Je pense qu'il est vraiment un héros. Il me manque beaucoup. »

### Dernières semaines
Lam rompt avec sa petite amie Kingdom Yuen. Deux semaines avant sa mort, il emménage chez sa sœur et refuse les visites de ses enfants et amis. Il commence à perdre conscience de plus en plus souvent début novembre. Sa famille le transfère à l'hôpital Sainte-Thérèse de Kowloon où il est déjà dans un état semi-comateux et sa situation décline progressivement.
Lam meurt à l'hôpital le 8 novembre 1997 à 12 h 30 d'un cancer du foie, à l'âge de 44 ans.

## Funérailles
Lam avait demandé à avoir des funérailles discrètes. Elles sont suivies par ses parents, sa famille proche et d'anciens camarades de classe. Une cérémonie bouddhiste se tient le 13 novembre vers 7 heures du matin. Sa robe de prêtre, ses chaussures et son chapeau haut de forme sont enterrés avec lui, ainsi que ses vêtements et ses lunettes de soleil préférés. Les porteurs de cercueils sont Yuen Shiu-hung, Chin Yuet-sun, Ng Ming-hoi, Lam King-chu, Chan Wui-ngai, Chung Fat, Sammo Hung, Chan Wing-hong, Chin Ka-lok et Wu Ma.
Après les funérailles, ses restes sont incinérés et enterrés aux États-Unis avec la calligraphie Un sourire revient en Occident (One Smile Returns To The West) sur sa pierre tombale.

## Hommage
La première série de My Date with a Vampire (en) lui est dédiée, et toute la série est vaguement une suite de Vampire Expert.
Le film d'horreur Rigor Mortis (2013) est un hommage à Mr. Vampire, et l'un des acteurs principaux, Chin Siu-ho, jouait à ses côtés dans le film.

## Filmographie
- The Big Boss (1971) (acteur/assistant chorégraphe des scènes d'action)
- La Fureur de vaincre (1972) (acteur/cascadeur)
- Opération Dragon (1973) (acteur/cascadeur/assistant chorégraphe des scènes d'action)
- Broken Oath (1977) (acteur)
- Legend of the Bat (1978)
- Clan of Amazons (1978)
- L'Exorciste chinois (1980) (chorégraphe des scènes d'action/acteur)
- Prodigal Son (1982) (chorégraphe des scènes d'action/acteur)
- La Fureur du revenant (1983) (acteur/cascadeur/chorégraphe des scènes d'action)
- Le Gagnant (1983) (acteur/chorégraphe des scènes d'action)
- Pom Pom (1984) (acteur)
- Hocus Pocus (zh) (1984) (acteur)
- Those Merry Souls (1985) (acteur/chorégraphe des scènes d'action)
- Le Flic de Hong Kong (1985) (acteur/chorégraphe des scènes d'action)
- Mr. Vampire (1985) (acteur/chorégraphe des scènes d'action)
- Shanghaï Express (1986) (acteur/chorégraphe des scènes d'action)
- Les Larmes d'un héros (1986) (acteur)
- Le Retour de Mr. Vampire (1986) (acteur)
- Eastern Condors (1987) (acteur/chorégraphe des scènes d'action)
- Mr. Vampire 3 (1987) (acteur/chorégraphe des scènes d'action)
- I Love Maria (1988) (acteur)
- Painted Faces (1988) (acteur)
- Paper Marriage (1988) (chorégraphe des scènes d'action)
- Pedicab Driver (1989) (brève apparition)
- Vampire vs Vampire (1989) (acteur/réalisateur)
- Magic Cop (1989) (acteur/chorégraphe des scènes d'action/producteur)
- School on Fire (1989) (acteur)
- Swordsman (1990) (acteur)
- Lover's Tear (1991) (acteur/chorégraphe des scènes d'action/producteur)
- Slickers vs. Killers (1991) (acteur)
- The Ultimate Vampire (1991) (acteur)
- Crazy Safari (1991) (acteur)
- Pom Pom et Hot Hot (1992) (acteur)
- The Legend of Wong Tai-sin (1992) (acteur)
- Exorcist Master (1992) (acteur)
- The Musical Vampire (1992) (acteur)
- Mr. Vampire 1992 (1992) (acteur)
- Painted Skin (1993) (acteur)
- Kung Fu Kid (1994) (acteur)
- The Green Hornet (1994) (réalisateur/producteur/acteur)